# Łukaszowice

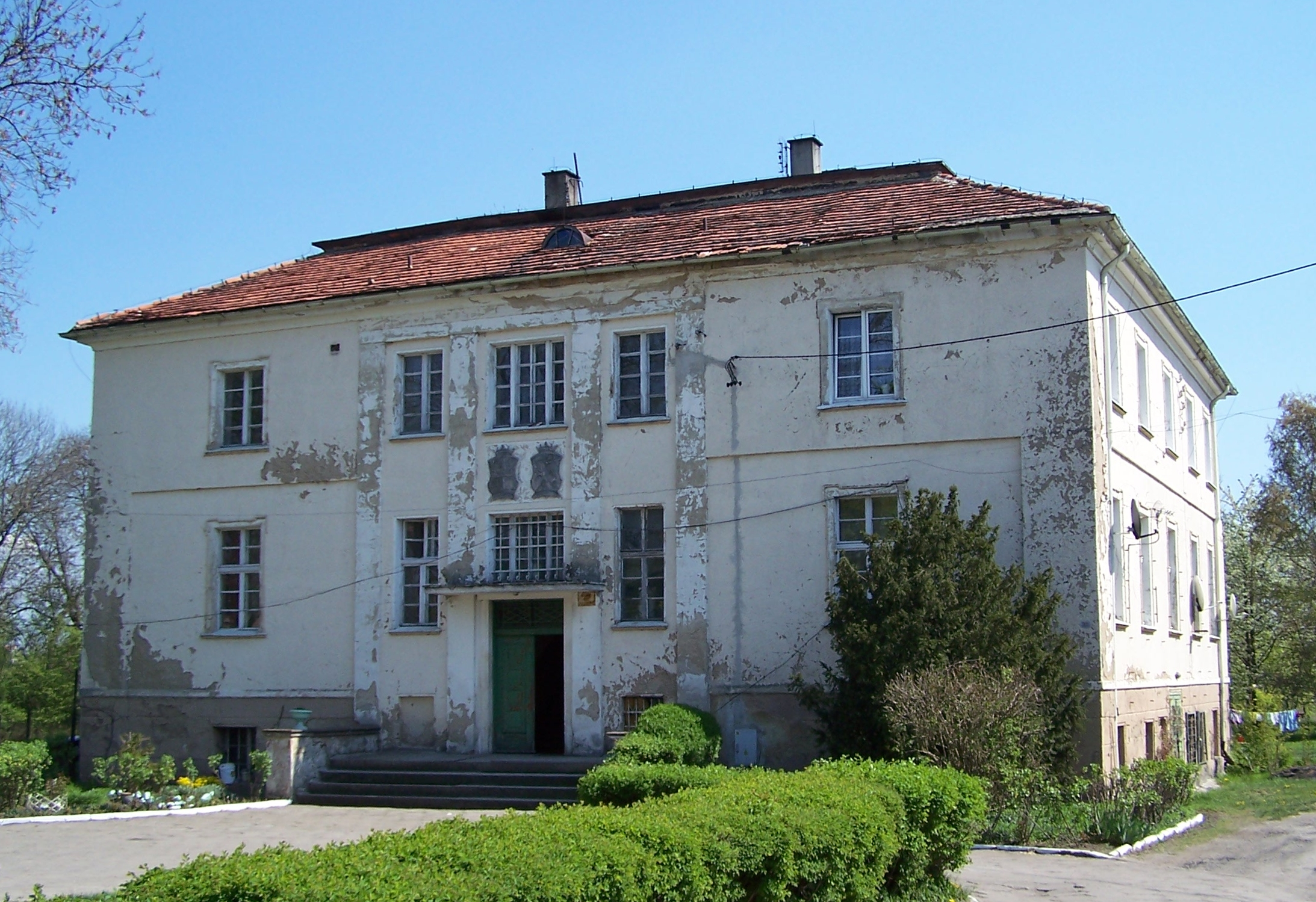
Schloss Grunau

Łukaszowice (deutsch: Grunau, 1939–1945 Groß Grunau) ist ein Ort in Stadt- und Landgemeinde Siechnice (Tschechnitz) im Powiat Wrocławski der Woiwodschaft Niederschlesien in Polen.

## Geschichte
„Grunow“ wurde erstmals 1282 erwähnt. 1370 ist es in der Schreibweise Grunaw belegt. Es gehörte von Anfang an zum Herzogtum Breslau, das nach dem Tod des Herzogs Heinrich VI. 1335 als erledigtes Lehen an die Krone Böhmen fiel, wodurch es ein böhmisches Erbfürstentum wurde. Nach dem Ersten Schlesischen Krieg wurde Grunau mit dem größten Teil Schlesiens 1741/42 von Preußen erobert. Besitzer waren im 18. Jahrhundert ein Rittmeister von Heugel, darauf 1794 ein General von Lüttwitz und seit 1841 Franz von Wallenberg, in dessen Familie das Gut bis 1918 verblieb.
1794 zählte das Dorf ein herrschaftliches Wohnhaus, ein Vorwerk, ein Kretscham, zwei Frei- und zehn Dreschgärtner, drei andere Häuser inkl. einer Schmiede, 19 Feuerstellen und 130 Einwohner. 1845 waren es 22 Häuser, ein Schloss, ein Vorwerk, 177 Einwohner (davon 63 katholisch), evangelische Kirche zu Sillmenau, katholische Kirche zu Thauer. 1874 wurde der Amtsbezirk Sillmenau gegründet, dem die Landgemeinde Grunau eingegliedert wurde. Diese wurde 1939 in Groß Grunau umbenannt.
Als Folge des Zweiten Weltkrieges fiel Groß Grunau 1945 mit dem größten Teil Schlesiens an Polen und wurde in Łukaszowice umbenannt. Die deutsche Bevölkerung wurde, soweit sie nicht vorher geflohen war, 1946/47 weitgehend vertrieben. Die neu angesiedelten Bewohner waren zum Teil Vertriebene aus Ostpolen, das an die Sowjetunion gefallen war. 1975 bis 1998 gehörte Turów zur Woiwodschaft Breslau.

## Sehenswürdigkeiten
- Schloss Grunau[2]